# Typhistes comatus
Typhistes comatus là một loài nhện trong họ Linyphiidae.
Loài này thuộc chi Typhistes. Typhistes comatus được Eugène Simon miêu tả năm 1894.